# 1988 アミルカル・カブラル・カップ
アミルカル・カブラル・カップ1988（英: 1988  Amílcar Cabral Cup）は、1988年4月28日から5月8日にかけて、ギニアビサウで開催された第10回アミルカル・カブラル・カップである。ギニアが決勝でマリを下し、2年連続4回目の優勝を飾った。得点王は20点を取った、ギニア代表イスマイル・バングラ。
| サブスタブ | この項目は、まだ閲覧者の調べものの参照としては役立たない、書きかけの項目です。この項目を加筆・訂正などしてくださる協力者を求めています。このテンプレートは分野別のサブスタブテンプレートやスタブテンプレート（Wikipedia:分野別のスタブテンプレート参照）に変更することが望まれています。 |